# Атмода
А́тмода (латыш. Atmoda, буквально — Пробуждение) — традиционно принятое в историографии название латышского национального движения.

## История (основные этапы)
- «Первое пробуждение» было организовано младолатышами в 1850-х — 1880-х годах.
- «Второе пробуждение» началось с провозглашением Латвией независимости в 1918.
- «Третье пробуждение»[2] стало частью так называемой «Поющей революции» (1987—1991). В частности, в Латвии было представлено Народным фронтом Латвии. Название «Атмода» носила и газета Народного фронта Латвии.